# Smolik jodłowiec
Smolik jodłowiec (Pissodes piceae) – gatunek chrząszcza z rodziny ryjkowcowatych.
Zasięg występowania
Rozciąga się od Kaukazu przez obszary górzyste Europy Środkowej i Południowej aż po Hiszpanię. W Polsce smolik jodłowiec zasiedla obszary w naturalnym zasięgu jodły pospolitej oraz drzewostany z jodłą sztucznego pochodzenia.
Cykl rozwojowy
Jednoroczny. Samice w czerwcu i lipcu składają jaja w złożach po kilka do kilkunastu sztuk w korę gałęzi i młodych pni (głównie w uszkodzonych miejscach). W ciągu życia samica może złożyć do 50 jaj. Larwy drążą promieniste chodniki o średnicy 4–7 mm i długość do 50–70 cm. Dojrzałe larwy tworzą komory poczwarkowe na końcach chodników, wyściełają je wiórkami i trocinkami. Larwa zimuje, nowe pokolenie pojawia się w maju.